# Antonio Biaggi
Antonio Biaggi, nombre artístico de Juan Antonio Melecio Dávila (San Juan, 10 de junio de 1978), es un actor pornográfico puertorriqueño. Realizó exclusivamente películas porno homosexuales y es popular por sus actuaciones en las que realiza barebacking.

## Biografía
Antonio Biaggi pasó su juventud en su ciudad natal de San Juan en Puerto Rico. Luego se mudó a San Francisco en Estados Unidos. Algunos de sus compañeros le recomendaron que trabajara en la industria del porno. Hizo su debut en el cine para adultos en 2007 en la película Grunts de Raging Stallion. Debido a su éxito, otras películas como Big, Bigger, Biggest Part 1 & 2 y The 4th Floor de Raging Stallion también fueron populares. En 2009 su contrato expiró y Biaggi no lo renovó. Estaba previsto que se retirara de la industria del sexo, pero ese mismo año actuó para la productora independiente Machofucker y alcanzó una popularidad aún mayor. Durante mucho tiempo, fue la imagen de Machofucker, y su rostro se asoció a la productora. En 2013, lanzó su propia plataforma pornográfica en línea, BiaggiVideo.com y su productora Biaggi Productions. Inicialmente, se centró exclusivamente en él, pero con el tiempo, también se publicaron videos sin Biaggi.
Fuera de la industria del sexo, Biaggi modeló ropa interior para Andrew Christian y abrió una boutique ecológica llamada Eco Boutique en 2008, pero cerró un año después. También apareció en 2013 en el vídeo musical de Take It like a Man (7th Heaven Remix) de Cher , y realizó una gira con un monólogo cómico titulado Naughty and Nuts.
En 2020 anunció su intención de ingresar en la política, al postular a la comisión municipal de Wilton Manors en el estado de Florida.

## Vida personal
Melecio está casado desde el año 2010 con su marido. Es vegetariano y es practicante del judaísmo.

## Premios y nominaciones
- Premios Grabby
  - 2009: Hottest Cock Uncut[5]
- Premios Web Cybersocket
  - 2014: Personalidad del Año (nominada)
  - 2014: Mejor actor (nominado)
  - 2014: Mejor escena de sexo por Cruising for a Breeding (nominada)
  - 2015: Mejor actor (recibido)[6]
  - 2015: Empresario del Año (nominado)
  - 2015: Mejor escena de sexo por Redneck Weekend Jeep (nominada)